# Nata di marzo
Nata di marzo és una pel·lícula italiana de comèdia dirigida per Antonio Pietrangeli i protagonitzada per l'italià Gabriele Ferzetti i la francesa Jacqueline Sassard.

## Argument
Un arquitecte madur i una noia jove es casen, però aviat se separen a causa de la diferència d'edat que determina una concepció diferent de la vida. Quan es retroben, inicialment fingeixen indiferència l'un de l'altrr, però al final s'adonen que s'estimen encara més profundament que abans.

## Repartiment
- Gabriele Ferzetti: Sandro
- Jacqueline Sassard: Francesca
- Mario Valdemarin: Carlo
- Tina De Mola: Nella
- Ester Carloni: Àvia
- Franca Mazzoni: Mare de Francesca
- Edda Ferronao: Noia veneciana
- Dario Fo (cameo)

## Premis
Jacqueline Sassard va rebre el Premi Zulueta a la millor interpretació femenina al Festival Internacional de Cinema de Sant Sebastià 1958.